# Parable of the Sower
Parable of the Sower és una distopia d'Octavia E. Butler publicada en 1993 que narra les aventures d'una noia que ha de sobreviure a la barbàrie instaurada per culpa del canvi climàtic.

## Argument
Lauren és una dona jove que viu en un barri protegit per un mur per intentar fer front a les bandes d'indigents i drogoaddictes que, empesos pel canvi climàtic, assalten els veïns amb extrema violència. Ben aviat assumeix que el refugi no durarà i es preparara per sobreviure a l'exterior malgrat la síndrome d'hiperempatia que pateix, que li provoca sentir físicament el dolor dels altres. Després de perdre la família en un violent assalt i incendi al barri, Lauren escapa amb uns veïns i la seva motxilla d'emergència rumb al nord. Seguint les carreteres es troba grups de persones de diferents races que se'ls uneixen i llavors té la idea de fundar una comunitat que seguirà una nova religió, anomenada llavor terrestre, on els humans encara es respectin entre ells. Han de fer front a diversos perills (matances, robatoris, explosions, atacs de feres...) i a l'escassedat fins que arriben a les terres de Bankole, un dels companys, el qual esdevé parella de Lauren. Allà comencen un nou futur essent una comunitat autosuficient.

## Personatges
Els personatges es divideixen en dos grups, els que pertanyen a la infantesa de Lauren (família, veïns) i que viuen amb ella al barri de Robledo, a Califòrnia, i els que després es va trobant en la seva peregrinació.

### Veïnat de Robledo
- Lauren Olamina: protagonista i narradora, és una jove negra forta, independent i molt racional. Pateix hiperempatia i vol mantenir les bases ètiques de la civilització malgrat l'ambient postapocalíptic. Troba forces en la religió de llavor terrestre i combina sentit pràctic i compassió cap als altres.
- Reverend Olamina: predicador i pare de Lauren, ensenya la noia i els seus veïns a protegir-se (per exemple a fer usar pistoles, a amagar diners). Inculca en la seva filla el sentit de la comunitat. Es va casar amb la mare de Lauren, una dona addicta a les drogues qui transmet hiperempatia al nadó. El reverend vol que la síndrome quedi amagada dins la família.
- Cory: segona esposa del reverend i mare dels germans de Lauren, dona poruga que manté sentiments ambivalents cap a la jove i que s'aferra a la idea que els murs (els de Robledo o el d'una població de serfs, Olivar) els protegiran per sempre. Mor en l'assalt al barri.
- Keith: germà de Lauren, adolescent rebel que decideix unir-se als agressors per aconseguir diners. Traficant i membre d'una banda, acaba assassinat per un grup rival i precipita la consciència de Lauren, amb qui mai s'ha portat bé perquè ella simbolitza la responsabilitat i el camí recte.
- Zahra: veïna, va ser comprada pel senyor Moss per a fer-la la seva esposa, destí que ella accepta perquè li permet fugir de la misèria de l'exterior. Durant l'assalt la violen i perd el seu fill. Ajuda el grup amb el seu coneixement del món de fora dels murs i relativitza els dilemes morals de la resta.
- Joanne: millor amiga de Lauren fins que la traeix revelant els seus plans sobre preparar-se per al món exterior. Es muda amb la seva família a Olivar, una població on esdevenen serfs voluntaris a canvi de protecció. Simbolitza la negativa a acceptar la realitat i el desig de tornar a un passat idealitzat.
- Harry: adolescent company de Lauren que pot fugir després de l'assalt, rescata Zahra i esdevé el seu promès. És una persona forta però rebutja la violència i sovint li costa acceptar les normes per a la supervivència del món exterior. Tanmateix, acaba convertit a llavor terrestre i actua com a contrapès a Lauren en la presa de decisions.
- Curtis: nòvio de Lauren a Robledo. Ell es presenta com l'alternativa a la fugida, ja que poden casar-se i formar una família dins el veïnat. La protagonista es nega a aquest futur predeterminat i ell està disposat a seguir-la però desapareix durant l'assalt al barri i no se sap res del seu futur.
- Marcus: germà petit de Lauren i el seu confident fins que és brutalment assassinat per una banda d'assaltants addictes.

### Persones de la carretera
- Bankole: home gran amant de Lauren tot i que es porten molts anys. És un metge que va ser ric i que també ha perdut tota la família en un assalt, és qui ofereix les terres per fundar la comunitat de Lauren. Es mostra compassiu cap als companys de ruta i accepta l'autoritat de Lauren sobre el grup. Avança amb un carro que conté les seves possessions i que actua com a símbol d'abundància.
- Família Douglas: matrimoni amb un fill petit que fugen d'un patró abusiu amb l'esperança de poder donar una nova vida a les properes generacions. A partir d'ells, Lauren vol fundar una comunitat amb molts nens que n'assegurin el futur.
- Germanes Gilchrist: dues dones prostituïdes per un pare alcohòlic, expliquen al grup com és viure a l'exterior. Es mostren en tot moment com a víctimes fins que una d'elles mor en un atac d'una banda i l'altra esdevé mare adoptiva d'un petit orfe que dona sentit a la seva existència.
- Emery: peregrina que representa la barreja ètnica dels pobres, mare d'una criatura petita. També pateix hiperempatia.
- Grayson: s'uneix al grup a contracor per pressions de la seva filla, personatge ambigu que mai acaba de confiar en els altres, antic esclau amb hiperempatia que actua com a revers de Lauren. Finalment per amor a la família cedeix i s'uneix a la comunitat de llavor terrestre.

## Temes
El tema central és la supervivència en un món hostil que porta a canviar les normes morals del passat, per exemple s'ha de robar per sobreviure o cal anar armats i saber disparar els potencials agressors. L'extrema violència es lliga a la desesperació dels pobres, especialment els no blancs, fruit del canvi climàtic i de polítiques del govern que neguen la dignitat humana. El país s'ha aïllat en diversos veïnats protegits per murs, poblats de barraques arreu i unes carreteres que actuen com a eix conductor de munions de persones que fugen de la violència i volen emigrar cap a llocs més en pau (inexistents). Els diners suposen la diferència entre la vida i la mort ja que permeten comprar l'escassa aigua potable, munició i estris per al viatge. Per això el robatori és l'objectiu de les bandes, que no dubten a matar qui calgui per obtenir aquests béns. Lauren i el seu grup representen el contrapunt ètic, ja que solament agafen possessions dels morts i no assalten cases o campaments.
Diversos companys de fugida són antics esclaus. Malgrat l'ambientació és en un futur molt proper, l'obra fa referència a l'esclavitud als Estats Units, amb patrons que abusen i castiguen els seus esclaus, que han de treballar per saldar deutes impossibles. Es fa una referència directa al Ferrocarril Subterrani o ruta d'escapada d'aquests esclaus, que el grup pretén emular. Els nous esclaus són també negres i molts d'ells estan afectats de la hiperempatia de Lauren, ja que la seva sensibilitat física els fa més vulnerables al càstig físic i per tant treballen amb més por.
Les reflexions sobre la desigualtat planen sobre tota la novel·la. Els que viuen fora dels murs són els pobres, els exclosos, sense futur. Hi ha rics que encara poden permetre's un exèrcit però que romanen al marge del seu grup. L'opressió racial apareix sota les suspicàcies que genera l'aspecte dels seus companys i amb el fet que cap esclau és blanc. Lauren analitza també el paper del gènere, ja que es disfressa d'home per aparentar més força davant les bandes i nega el destí tradicional que l'espera de ser només esposa i mare. Al contrari, vol esdevenir líder i fundadora d'un nou culte.
La nova religió de Lauren li dona forces i al final un objectiu comú a tot el grup. L'anomena llavor terrestre i es basa en la veneració d'un déu que és sempre canvi però que modela i pot ser modelat pels esforços humans. El nom està inspirat en la paràbola del sembrador, que al mateix temps dona títol a la novel·la. La religió s'assembla al cristianisme en la formulació dels versets i concepcions comunitari però defuig el dualisme i el misticisme. L'únic més enllà que accepta és el que es troba a les estrelles, amb la idea de colonitzar altres planetes ja que la Terra està massa afectada pel canvi climàtic. Un cel, doncs, literal i assolible amb el treball i la tecnologia i no després de la mort.

## Estil
El llibre està escrit en forma de diari on Lauren narra en primera persona el que li succeeix. Inclou els diàlegs i descripcions que permeten conèixer la resta de personatges, però el punt de vista sempre és el seu. Abans de cada entrada i en ocasions entre les seves pàgines intercala versets del que vol que sigui el llibre del culte de llavor terrestre. L'escriptura és el refugi de Lauren. Treballa com a mestra ajudant a Robledo amb la seva madrastra i a la carretera ensenya a llegir a aquells qui li ho demanen. L'obra s'estructura en dues parts, abans i després de l'assalt que implica la fi de Robledo i l'inici de la fugida. Aquest atac funciona com a ritus de pas i marca l'entrada de Lauren en el món adult, on no solament sobreviu sinó que exerceix de guia dels altres.
Parable of the Sower pertany al gènere de ciència-ficció postapocalíptica, ja que està ambientat en un món on la civilització s'ha esfondrat per culpa del canvi climàtic. L'ambient de distopia es descriu amb l'horror de la violència de les bandes d'agressors i la manca d'estructures del sistema, perquè el govern no pot complir les seves funcions i cada individu ha de comptar només amb ell mateix.
La novel·la està farcida de símbols. Un d'ells és la seguretat de la casa, associada als murs, a les parets. Al principi el mur protegeix, encara que sigui temporalment, la família i amics de Lauren. Després, mentre camina per les autovies buides, intenta acampar prop de parets encara que estiguin en ruïnes i la riquesa s'associa a les cases. L'objectiu final és bastir una casa. Viure entre parets és un luxe i garantia de supervivència. Els murs, aleshores, són un símbol de la llar i de refugi perquè separen de l'horror, de l'altre esdevingut bèstia.
Un segon símbol important és el foc, associat a la destrucció. Els assaltants cremen cases i persones per robar-les i una nova amenaça sota la forma d'uns piròmans addictes assetja el grup. El foc acaba amb les famílies dels protagonistes, destrueix Robledo, els persegueix per la carretera i apropa les bandes, anomenades carronyaires, que l'aprofiten per cometre crims impunes. La policia se suma a aquests assaltants en diverses ocasions o deté de manera arbitrària els peregrins.